# Władimir Kondra
Władimir Grigorjewicz Kondra (ros. Владимир Григорьевич Кондра; ur. 16 listopada 1950 we Władykaukazie) – siatkarz radziecki.
Mistrz olimpijski z 1980, wicemistrz olimpijski z 1976, brązowy medalista igrzysk olimpijskich z 1972. Czterokrotny mistrz Europy (1975, 1977, 1979, 1981). MVP mistrzostw Europy w 1979. Dwukrotny mistrz świata (1978, 1982).
Po zakończeniu kariery zawodniczej, Kondra objął reprezentację ZSRR mężczyzn (1986). w latach 90. prowadził młodzieżowe drużyny Rosji (w 1999 zdobył złoty medal z drużyną U-19 na młodzieżowych mistrzostwach świata w Oranie). Był także asystentem Giennadija Szypulina na igrzyskach olimpijskich w Sydney (2000). Do 2005 prowadził Fakieł Nowy Urengoj, z którym wywalczył 4. miejsce w rosyjskiej Superlidze. Od 2005 prowadzi reprezentację siatkarzy Kazachstanu, którą kierował na Mistrzostwach Świata w Japonii w 2006, ale sukcesu nie odniósł. Zna język francuski.